# Тулома
Тулома (рус. Тулома) река је која протиче преко западних и северозападних делова Мурманске области, односно крајњег северозапада европског дела Руске Федерације. Протиче преко територија Кољског рејона.
Свој ток започиње као отока језера Нотозеро и целом дужином тока тече у смеру североистока. Улива се у Кољски залив Баренцовог мора код града Мурманска након 64 km тока. Површина сливног подручја је око 21.500 km², док је просечан проток око 241 m³/s. карактерише је плувијално-нивални режим храњења. Под ледом је од краја децембра до средине маја.
Најважније притоке су Печа са десне и Пјајве са леве стране. На реци Туломи налазе се две хидроелектране саграђене 1937. (Горњотуломска ХЕ) и 1965. године (Доњотуломска ХЕ).
На обалама реке Туломе налазе се град Кола, варошице Мурмаши и Верхњетуломски, и село Тулома.